# Alí ibn Massud
Abu-l-Hàssan Alí ibn Massud Bahà-ad-Dawla, més conegut senzillament com a Alí ibn Massud fou sultà gaznèvida, fill del sultà Massud (I) ibn Mahmud (1030-1040).
Segons els historiador Ibn Baba Kashani Mawdud ben Masud va morir el desembre de 1049 i el va succeir el seu fill Masud II ben Mawdud, proclamat immediatament. Al cap de dues o tres setmanes ja es va veure que un menor era incompetent, i el visir Abd al-Razzak ibn Ahmad ibn Hasan Mayamandi el va deposar i va cridar al tron al seu oncle Ali ben Masud (desembre del 1049 o gener del 1050) que era germà del seu pare. Tampoc aquest sultà va satisfer el visir que igualment el va acusar de incompetencia. Llavors Abd al-Razzak va ordenar l'alliberament de l'oncle del sultà, Abd al-Rashid ben Mahmud que estava empresonat a la fortalesa de Mandesh, a l'est de Ghor on l'havia tancat Mawdud ben Masud (1041-1049), i el dia 24 de gener de 1050 va declarar deposat a Ali i va proclamar al recent alliberat Abd-al Rashid. El regnat d'Ali no va passar del mes, i la seva sort posterior és desconeguda.